# 張珉喜
張 珉喜（チャン・ミンヒ、朝: 장민희、1999年4月5日 - ）は、韓国の女子アーチェリー選手。2020年東京オリンピック女子団体金メダリスト。仁川広域市庁所属。

## 経歴
2021年、2020年東京オリンピックに出場。女子団体ではアン・サン、カン・チェヨンと共に金メダルを獲得した。個人では2回戦で敗れた。
東京オリンピック後の2021年世界選手権では女子団体に加え、女子個人でも優勝した。